# Szatta
Szatta község Vas vármegyében, a Körmendi járásban.

## Fekvése
Szatta község a Nagyrákost Kerkafalvával összekötő 7417-es út mentén fekszik. A fő közlekedési útvonalak elkerülik, bár amióta a Szatta-Kerkafalva közötti egykori földutat szilárd burkolattal látták el, kisebb átmenő forgalom is zajlik a falun keresztül. A községet az Őrségre jellemző rétek, erdők ölelik körül.
Az erdőkre leginkább jellemző a tölgy és az erdeifenyő. Az utóbbi évtizedekben nagy területeken lucfenyvest is telepítettek. Az agyagos talajon dús aljnövényzet alakul ki, az erdők klímája és talaja pedig kedvez a legkülönfélébb gombáknak is.

## Története
A eredetileg a mostani helyétől kb 800 m távolságban keleti irányban feküdt. Az egykori község helyén később uradalom létesült nagyobb állattartással és számos épülettel. Ennek nyomai már csak a föld alatt találhatók meg az 1952-ig erdészházként használt épület körül.
Szatta hagyományosan az őrségi legelő- és erdőgazdálkodás jellegzetes életét élte, mára a legeltető állattartás erősen visszaszorult.

## Közélete

### Polgármesterei
- 1990–1994: Ifj. Markó Sándor (független)[3]
- 1994–1998: Markó Sándor (független)[4]
- 1998–2002: Markó Sándor (független)[5]
- 2002–2006: Markó Sándor (független)[6]
- 2006–2010: Markó Sándor (független)[7]
- 2010–2014: Markó Sándor (független)[8]
- 2014–2019: Markó Sándor (független)[9]
- 2019–2024: Markó Sándor (független)[10]
- 2024– : Markó Sándor (független)[1]

## Népesség
A település népességének változása:
| Lakosok száma | 75   | 79   | 76   | 62   | 58   | 62   | 65   |
|               | 2013 | 2014 | 2015 | 2021 | 2022 | 2023 | 2024 |

A 2011-es népszámlálás során a lakosok 97,4%-a magyarnak, 2,6% horvátnak mondta magát (2,6% nem nyilatkozott; a kettős identitások miatt a végösszeg nagyobb lehet 100%-nál). A vallási megoszlás a következő volt: római katolikus 15,4%, református 56,4%, evangélikus 5,1%, felekezet nélküli 5,1% (17,9% nem nyilatkozott).
2022-ben a lakosság 89,7%-a vallotta magát magyarnak, 3,4% horvátnak, 1,7% németnek, 1,7% cigánynak (10,3% nem nyilatkozott; a kettős identitások miatt a végösszeg nagyobb lehet 100%-nál). Vallásuk szerint 24,1% volt református, 8,6% római katolikus, 5,2% evangélikus, 3,4% egyéb keresztény, 12,1% felekezeten kívüli (46,6% nem válaszolt).

## Nevezetességei
Szatta is része az Őrségi Nemzeti Parknak.
Az Őrségre jellegzetes helyi építészetének mára kevés emléke maradt Szattán. Egy, a népi építészetre jellemző ház ma is megtalálható, amely helyi védelem alatt is áll.

## Külső hivatkozások
- Az Őrség digitális látványtára